# 增穗町
增穗町（日语：〔〕／ Masuho chō */?）為位於山梨縣中西部的町。2010年3月8日與鰍澤町合併成富士川町。

## 地理
位於山梨縣中西部的位置。
- 山：櫛形山、源氏山、八町山（八町山有 AMeDAS 雨量觀測所）
- 川：富士川（日本三大急流之一、源流是釜無川和笛吹川的交會處）、戸川、利根川

## 外部連結
- 增穗町商工會